# Alejandra Ramos
Alejandra Purísima Ramos Sánchez (née le 8 décembre 1959) est une athlète chilienne, spécialiste du demi-fond. 

## Biographie
Fille d'un lanceur de poids et d'une coureuse de haies, Alejandra Ramos se destine à l'athlétisme dès le collège. Âgée de 15 ans, elle remporte ses deux premières médailles lors de championnats d'Amérique du Sud d'athlétisme, dont une d'or sur 400 mètres. Entre 1977 et 1983, elle y remporte huit titres sur 800 et 1 500 mètres. 
Elle est basée pendant de nombreuses années en Espagne, où elle établit ses meilleures performances personnelles sur 800 et 3 000 mètres, qui sont des records du Chili. 

### Palmarès
| Date | Compétition                    | Lieu           | Résultat | Épreuve   | Performance   |
| ---- | ------------------------------ | -------------- | -------- | --------- | ------------- |
| 1975 | Championnats d'Amérique du Sud | Rio de Janeiro | 1re      | 400 m     | 55 s 7        |
| 1975 | Championnats d'Amérique du Sud | Rio de Janeiro | 3e       | 800 m     | 2 min 12 s 1  |
| 1977 | Championnats d'Amérique du Sud | Montevideo     | 1re      | 800 m     | 2 min 12 s 3  |
| 1977 | Championnats d'Amérique du Sud | Montevideo     | 1re      | 1 500 m   | 4 min 39 s 8  |
| 1979 | Championnats d'Amérique du Sud | Bucaramanga    | 1re      | 800 m     | 2 min 04 s 2  |
| 1979 | Championnats d'Amérique du Sud | Bucaramanga    | 1re      | 1 500 m   | 4 min 23 s 2  |
| 1979 | Championnats d'Amérique du Sud | Bucaramanga    | 2e       | 4 x 400 m | 3 min 44 s 6  |
| 1983 | Championnats d'Amérique du Sud | Santa Fe       | 1re      | 800 m     | 2 min 04 s 6  |
| 1983 | Championnats d'Amérique du Sud | Santa Fe       | 1re      | 1 500 m   | 4 min 25 s 3  |
| 1983 | Championnats d'Amérique du Sud | Santa Fe       | 2e       | 4 x 400 m | 3 min 45 s 3  |
| 1983 | Jeux panaméricains             | Caracas        | 3e       | 800 m     | 2 min 03 s 65 |
| 1983 | Championnats ibéro-américains  | Barcelone      | 2e       | 800 m     | 2 min 03 s 17 |
| 1983 | Championnats ibéro-américains  | Barcelone      | 2e       | 1 500 m   | 4 min 16 s 33 |
| 1985 | Championnats d'Amérique du Sud | Santiago       | 1re      | 800 m     | 2 min 03 s 54 |
| 1985 | Championnats d'Amérique du Sud | Santiago       | 1re      | 1 500 m   | 4 min 20 s 1  |
| 1985 | Championnats d'Amérique du Sud | Santiago       | 3e       | 4 x 400 m | 3 min 43 s 85 |
| 1986 | Championnats ibéro-américains  | La Havane      | 1re      | 1 500 m   | 4 min 22 s 34 |
| 1990 | Championnats ibéro-américains  | Manaus         | 2e       | 800 m     | 2 min 02 s 37 |
| 1990 | Championnats ibéro-américains  | Manaus         | 1re      | 1 500 m   | 4 min 13 s 07 |
| 1993 | Championnats du monde en salle | Toronto        | 9e       | 3 000 m   | 9 min 15 s 22 |
| 1993 | Championnats d'Amérique du Sud | Lima           | 2e       | 1 500 m   | 4 min 31 s 40 |
| 1993 | Championnats d'Amérique du Sud | Lima           | 3e       | 3 000 m   | 9 min 52 s 1  |

### Records
| Épreuve      | Performance        | Lieu                 | Date              |
| ------------ | ------------------ | -------------------- | ----------------- |
| 800 mètres   | 2 min 00 s 20 (RN) | Jerez de la Frontera | 3 septembre 1990  |
| 1 500 mètres | 4 min 13 s 07 (RN) | Manaus               | 15 septembre 1990 |
| 3 000 mètres | 9 min 15 s 31 (RN) | Valence              | 28 juin 1992      |